# Иркутская провинция
Ирку́тская прови́нция — одна из провинций Российской империи. Центр — город Иркутск.
Иркутская провинция была образована в 1724 году из части Тобольской провинции, в составе Сибирской губернии, по указу «О росписании Сибирских городов на три провинции и об определении в оных двух Вице-Губернаторов». В состав провинции входили города Иркутск, Селенгинск, Верхнеудинск, Илимск, Киренск, Нерчинск, Нижнеудинск и Якутск.
В 1764 году Иркутская провинция была преобразована в отдельную Иркутскую губернию. В начале 1775 года Иркутская губерния была разделена на 3 провинции: Иркутскую, Удинскую и Якутскую.
В ноябре 1775 года деление губерний на провинции было отменено.